# Râul Valea lui Bădescu
Râul Valea lui Bădescu este un curs de apă, afluent al râului Brătei. 

## Hărți
- Harta Munților Bucegi  Arhivat în 28 mai 2008, la Wayback Machine.
- Harta Munților Leaota  Arhivat în 9 iunie 2008, la Wayback Machine.